# Geburtsbrief

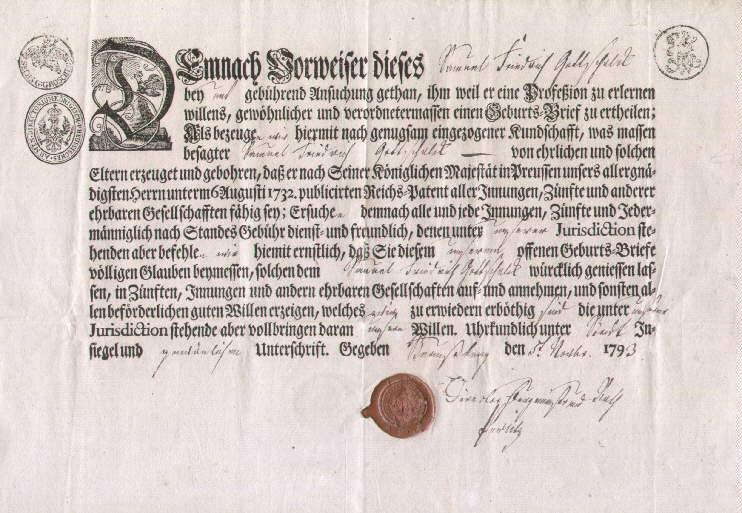
Geburtsbrief 1793, gedrucktes Formular

Ein Geburtsbrief ist eine Urkunde, mit der die eheliche Abstammung des Geborenen bestätigt wurde. Er wurde in der Frühen Neuzeit insbesondere von den Zünften von jedem Auswärtigen verlangt, der ein Handwerk in der Stadt erlernen oder ausüben wollte. Der Geburtsbrief bescheinigte auch die Freiheit von Leibeigenschaft.